# Андреа Лаю
Андреа Лаю (рум. Andreea Laiu; нар. 15 березня 1986, Румунія) — румунська футболістка, нападниця та півзахисниця. Виступала за збірну Румунії.

## Життєпис
На батьківщині виступала за клуб «Клужана». В юності займалася також футзалом і гандболом.
У 2009 році перейшла в кіпрський клуб «Аполлон» (Лімасол), де провела 4 сезони, ставала чемпіонкою Кіпру (2011/12, 2012/13) та брала участь в розіграшах жіночої Ліги чемпіонів. У 2014 році виступала за аутсайдера чемпіонату Норвегії «Амазон Грімстад».
На початку 2015 року перейшла до російського клубу «Росіянка». Дебютний матч у вищій лізі Росії зіграла 24 квітня 2015 року проти «Кубаночки», а свій перший м'яч забила в другому матчі — 2 травня в ворота «Зоркого» (1:0). Всього за половину сезону зіграла 8 матчів та відзначилася одним голом у чемпіонаті Росії і вже влітку покинула команду. «Росіянка» в підсумку стала срібним призером чемпіонату Росії.
Влітку 2015 року спортсменка перейшла в ісландський «Фюлкір», де провела три місяці, а вже в жовтні почала виступати за ізраїльський «Кір'ят-Гат». У складі цього клубу ставала чемпіонкою Ізраїлю 2016/17 та 2017/18 років і брала участь в Лізі чемпіонів. У сезоні 2017/18 років посіла друге місце в суперечці бомбардирів чемпіонату Ізраїлю з 29-ма голами, поступившись тільки бразилійці Табаті (30), в тому числі в двох матчах відзначилася по 5-ма голами. В ході сезону 2018/19 років перейшла в клуб «Маккабі» (Кішронот-Хадера), з яким стала бронзовим призером чемпіонату Ізраїлю, а наступний сезон початку в клубі «Маккабі» (Холон).
Протягом одинадцяти років (2004—2014) виступала за збірну Румунії. У відбіркових матчах чемпіонатів світу та Європи зіграла щонайменше 16 матчів, в яких відзначилася щонайменше 4 голами.